# Vonsenita
La vonsenita és un mineral de la classe dels borats, que pertany al grup de la ludwigita. Va rebre el seu nom l'any 1920 per Arthur S. Eakle en honor de Magnus Vonsen (1880-1954), col·leccionista de minerals de Petaluma, Califòrnia, que va donar la seva extensa col·lecció de l'Acadèmia de Ciències de Califòrnia.

## Característiques
La vonsenita és un borat de fórmula química Fe₂2+Fe3+(BO₃)O₂. Cristal·litza en el sistema ortoròmbic. Es troba en forma de cristalls prismàtics curts, amb terminacions crues o sense, amb {010}, {110}, {120}, {140} i {160}; en fibres radials, en agregats en forma de ventall o de feltre, de fins a 2 cm; també granular o massiva. La seva duresa a l'escala de Mohs és 5. És l'anàleg amb Fe2+ de la ludwigita, una espècie isostructural amb aquesta, amb la qual forma també una sèrie de solució sòlida.
Segons la classificació de Nickel-Strunz, la vonsenita pertany a «06.AB: borats amb anions addicionals; 1(D) + OH, etc.» juntament amb els següents minerals: hambergita, berborita, jeremejevita, warwickita, yuanfuliïta, karlita, azoproïta, bonaccordita, fredrikssonita, ludwigita, pinakiolita, blatterita, chestermanita, ortopinakiolita, takeuchiïta, hulsita, magnesiohulsita, aluminomagnesiohulsita, fluoborita, hidroxilborita, shabynita, wightmanita, gaudefroyita, sakhaïta, harkerita, pertsevita-(F), pertsevita-(OH), jacquesdietrichita i painita.

## Formació i jaciments
Es tracta d'un mineral d'alta temperatura que es produeix en dipòsits metamòrfics de contacte. És un mineral poc comú que es troba en skarns rics en bor. Sol trobar-se associada a altres minerals com: magnetita, pirrotina o piroxens. Va ser descoberta l'any 1920 a la pedrera Old City, a North Hill (Riverside, Califòrnia, Estats Units).